# Paramisophria platysoma
Paramisophria platysoma is een eenoogkreeftjessoort uit de familie van de Arietellidae. De wetenschappelijke naam van de soort is voor het eerst geldig gepubliceerd in 1990 door Ohtsuka & Mitsuzumi.